# 簇花茶藨子
簇花茶藨子（学名：Ribes fasciculatum）为虎耳草科茶藨子属下的一个种。

## 扩展阅读
- 維基物種上的相關：簇花茶藨子